# Radball-Weltcup
Der Radball-Weltcup ist eine seit 2002 von der Union Cycliste Internationale ausgetragene Serie von Radball-Turnieren. Der Weltcup-Sieg ist nach den Weltmeisterschaften der zweitwichtigste Titel im Radball.
Zwischen April und Anfang Dezember finden in der Regel acht Turniere statt. Die Ergebnisse der teilnehmenden Teams werden nach einem Punktesystem bewertet, auf dessen Grundlage am Ende einer Saison die Finalteilnehmer ermittelt werden. Ende Jahr treten zehn Teams im Finale gegeneinander an und bestimmen den Weltcup-Sieger.
2020 konnte aufgrund der Corona-Pandemie kein Weltcup stattfinden. Ansonsten wurde er seit 2002 jedes Jahr ausgerichtet.

## Modus
Die Modalitäten des Weltcups sind durch Abschnitt 8.12 des UCI-Regelwerks festgelegt. Für den Weltcup qualifizieren sich je drei Teams aus den vier besten Nationen an den letzten Weltmeisterschaften und zwei Teams der fünftplatzierten Nationen. Aus allen weiteren Ländern ist maximal ein Team teilnahmeberechtigt. Sofern diese Quoten nicht ausgeschöpft werden, können niederrangige Verbände dennoch bis zu zwei Teams nominieren.
Jedes dieser Teams spielt an maximal vier von acht Weltcupturnieren. Bei jedem Turnier hat der Veranstalter eine Wildcard zu vergeben, wodurch auf der Rangliste viele Teams auftauchen, welche nur ein Turnier bestritten haben.
Für jedes Weltcupturnier werden Weltcuppunkte vergeben. Nach allen acht Turnieren werden die Punkte für jedes Team addiert, die acht Teams mit den meisten Punkten gelangen in den Final. Ebenfalls im Finale spielt ein Team aus Asien und das Heimteam (Wildcard) des Veranstalters.
| Rang   | 1  | 2  | 3  | 4  | 5  | 6  | 7  | 8  | 9  | 10 |
| Punkte | 50 | 45 | 40 | 35 | 30 | 25 | 20 | 18 | 16 | 14 |

Bis 2005 waren teilweise auch acht oder zwölf Teams im Finale am Start. Seit 2006 sind es jedoch immer zehn Teams, und der Modus ist immer gleich: Die zehn Teams werden in zwei 5er-Gruppen unterteilt. Innerhalb einer Gruppe spielt dann Jeder gegen Jeden einmal. Danach spielen die Fünftplatzierten der beiden Gruppen um Rang 9 und 10, die beiden Viertplatzierten um Rang 7 und 8 und die beiden Drittplatzierten um Rang 5 und 6. Die Sieger der beiden Gruppen spielen im Halbfinale gegen den Zweitplatzierten der anderen Gruppe um einen Finalplatz. Die Verlierer der beiden Halbfinale spielen um Rang 3 und 4 und die beiden Gewinner um Rang 1 und 2.
Ab 2026 sind nur noch acht Teams pro Turnier zugelassen. Dafür gibt es erstmals einen Weltcup der Frauen mit sechs Mannschaften pro Turnier. Die Anzahl der Mannschaften pro Nation richtet sich zukünftig nach der Weltrangliste.

## Austragungsorte
In den 22 Weltcupsaisons von 2002 bis 2024 gab es an 63 Orten in sechs europäischen und drei asiatischen Ländern Weltcup-Turniere. Die meisten Wettkämpfe fand in Deutschland statt.

## Siegerliste
| Jahr | Finale            | Erste                                  | Zweite                              | Dritte                                 |
| ---- | ----------------- | -------------------------------------- | ----------------------------------- | -------------------------------------- |
| 2002 | Böblingen         | Marco Schallert Reinhard Schneider     | Jiří Hrdlička Miroslav Berger       | Pavel Šmíd Petr Skotak                 |
| 2003 | Ailingen          | Jiří Hrdlička Miroslav Berger          | Paul Looser Peter Jiricek           | Mike Pfaffenberger Steve Pfaffenberger |
| 2004 | Baesweiler        | Mike Pfaffenberger Steve Pfaffenberger | Pavel Šmíd Petr Skotak              | Jiří Hrdlička Miroslav Berger          |
| 2005 | Ober-Olm          | Simon König Dietmar Schneider          | Timo Reichen Peter Jiricek          | Jiří Hrdlička Miroslav Berger          |
| 2006 | Brünn             | Christian Hess Thomas Abel             | Pavel Šmíd Jiří Böhm                | Jiří Hrdlička Miroslav Berger          |
| 2007 | Dornbirn          | Roman Schneider Dominik Planzer        | Christian Hess Thomas Abel          | Jens Krichbaum Holger Krichbaum        |
| 2008 | Oftringen         | Uwe Berner Matthias König              | Marcel Waldispühl Peter Jiricek     | Simon König Dietmar Schneider          |
| 2009 | Chemnitz          | Roman Schneider Dominik Planzer        | Rico Rademann Mike Pfaffenberger    | Simon König Florian Fischer            |
| 2010 | Zlín              | Uwe Berner Matthias König              | Jiří Hrdlička Radim Hason           | Marco Rossmann Roman Müller            |
| 2011 | Mücheln           | Jens Krichbaum Holger Krichbaum        | Patrick Schnetzer Dietmar Schneider | Uwe Berner Matthias König              |
| 2012 | Sangerhausen      | Patrick Schnetzer Dietmar Schneider    | Simon König Florian Fischer         | Thommy Bröll Markus Bröll              |
| 2013 | Brünn             | Roman Schneider Dominik Planzer        | Simon König Florian Fischer         | Patrick Schnetzer Markus Bröll         |
| 2014 | Großkoschen       | Patrick Schnetzer Markus Bröll         | Marcel Waldispühl Peter Jiricek     | Jens Krichbaum Marco Rossmann          |
| 2015 | Mosnang           | Roman Schneider Dominik Planzer        | Patrick Schnetzer Markus Bröll      | Uwe Berner Matthias König              |
| 2016 | Winterthur        | Patrick Schnetzer Markus Bröll         | Simon König Florian Fischer         | Marcel Waldispühl Peter Jiricek        |
| 2017 | Willich           | Patrick Schnetzer Markus Bröll         | Simon König Florian Fischer         | André Kopp Manuel Kopp                 |
| 2018 | Klein-Gerau       | Patrick Schnetzer Markus Bröll         | Simon König Florian Fischer         | Roman Schneider Paul Looser            |
| 2019 | Möhlin            | Patrick Schnetzer Markus Bröll         | Gerhard Mlady Bernd Mlady           | André Kopp Raphael Kopp                |
| 2020 | nicht ausgetragen | nicht ausgetragen                      | nicht ausgetragen                   | nicht ausgetragen                      |
| 2021 | Großkoschen       | Patrick Schnetzer Stefan Feurstein     | Gerhard Mlady Bernd Mlady           | Severin Waibel Benjamin Waibel         |
| 2022 | Sulgen            | Patrick Schnetzer Stefan Feurstein     | Severin Waibel Benjamin Waibel      | André Kopp Raphael Kopp                |
| 2023 | Zlín              | Patrick Schnetzer Stefan Feurstein     | Sven Holland-Moritz Marius Hermanns | Gerhard Mlady Bernd Mlady              |
| 2024 | Ailingen          | Raphael Kopp Bernd Mlady               | Patrick Schnetzer Stefan Feurstein  | Sven Holland-Moritz Marius Hermanns    |

## Nationenwertung
| Platz | Land        | Erste | Zweite | Dritte | Gesamt |
| ----- | ----------- | ----- | ------ | ------ | ------ |
| 1     | Österreich  | 11    | 8      | 4      | 23     |
| 2     | Deutschland | 6     | 5      | 11     | 22     |
| 3     | Schweiz     | 4     | 5      | 3      | 12     |
| 4     | Tschechien  | 1     | 4      | 4      | 9      |

Teilnehmer
Von 2002 bis 2024 beteiligten sich Mannschaften aus 24 Verbänden am Weltcup. Deutschland, Frankreich, Österreich, die Schweiz und Tschechien waren bei jeder Austragung zugegen, Belgien fehlte erstmals 2023.
| Land               | von  | bis  | Teilnahmen |
| ------------------ | ---- | ---- | ---------- |
| Armenien           | 2018 | 2018 | 1          |
| Belgien            | 2002 | 2024 | 21         |
| Deutschland        | 2002 | 2024 | 22         |
| Frankreich         | 2002 | 2024 | 22         |
| Ghana              | 2022 | 2022 | 1          |
| Hongkong           | 2002 | 2024 | 17         |
| Italien            | 2014 | 2014 | 1          |
| Japan              | 2002 | 2024 | 18         |
| Kanada             | 2012 | 2012 | 1          |
| Kroatien           | 2002 | 2009 | 7          |
| Liechtenstein      | 2018 | 2019 | 2          |
| Macau              | 2008 | 2008 | 1          |
| Malaysia           | 2002 | 2023 | 14         |
| Niederlande        | 2010 | 2010 | 1          |
| Österreich         | 2002 | 2024 | 22         |
| Rumänien           | 2002 | 2013 | 9          |
| Schweiz            | 2002 | 2024 | 22         |
| Serbien            | 2003 | 2003 | 1          |
| Slowakei           | 2004 | 2012 | 6          |
| Spanien            | 2015 | 2016 | 2          |
| Thailand           | 2012 | 2012 | 1          |
| Tschechien         | 2002 | 2024 | 22         |
| Ungarn             | 2002 | 2024 | 9          |
| Vereinigte Staaten | 2002 | 2002 | 1          |

## Trivia
- In der Saison 2012 standen erstmals drei Mannschaften aus einem Land auf dem Treppchen – Österreich. Außerdem kamen alle drei Teams vom Verein RC Höchst.
- Das im Finale bestplatzierte Wildcard-Team war Favorit Brünn 2006 mit Platz 2.